# Komitat Wieselburg
Das Komitat Moson, auch Komitat Wieselburg genannt (deutsch auch Wieselburger Gespanschaft; ungarisch Moson vármegye, slowakisch Mošonská župa/stolica oder Mošonský komitát, lateinisch comitatus Mosoniensis), war eine Verwaltungseinheit im Westen des Königreichs Ungarn. Verwaltungssitz war zuletzt Magyaróvár (Ungarisch Altenburg).

## Lage

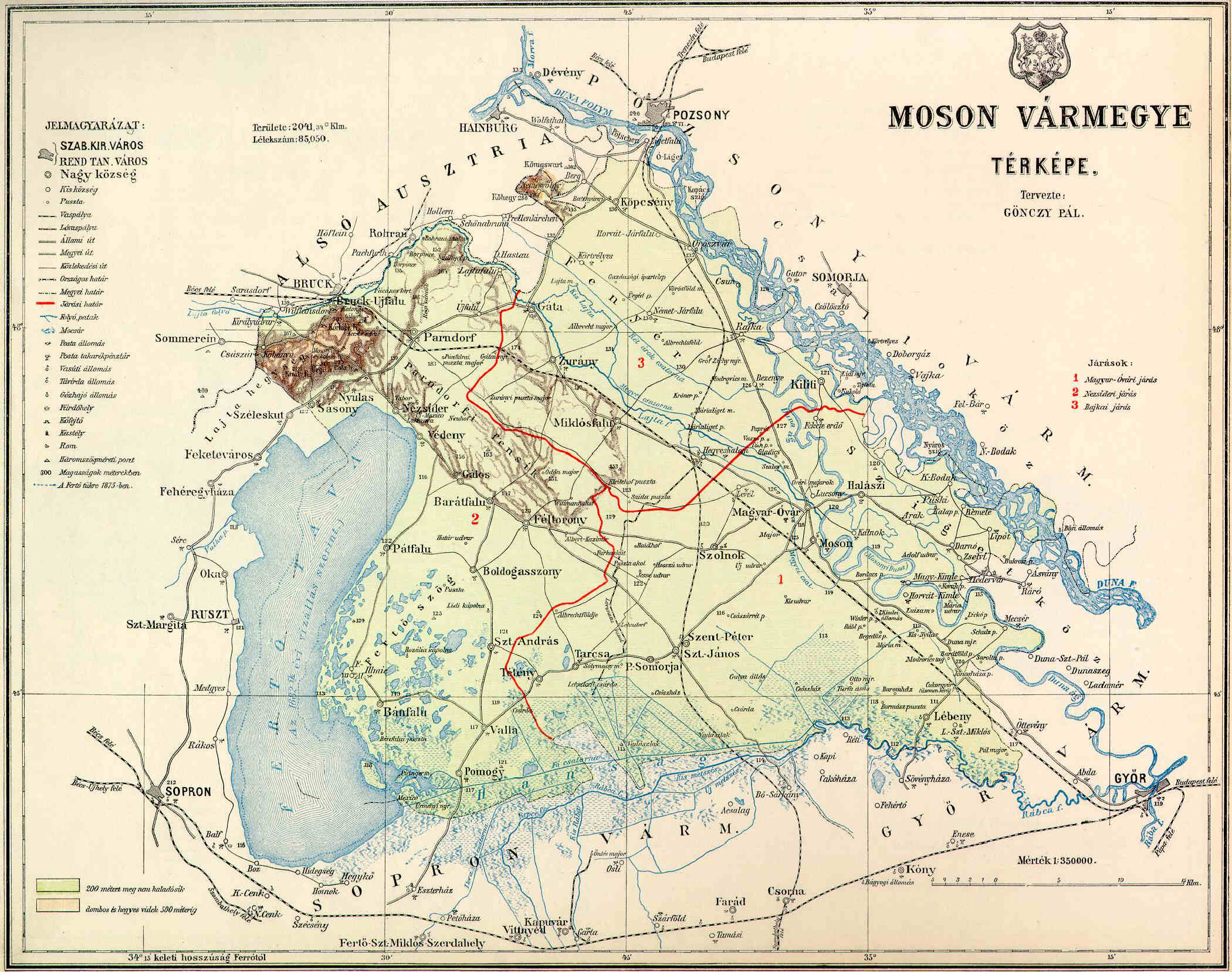
Karte des Komitats Moson um 1890

Es lag bis auf winzige Ausnahmen südlich der Donau rund um und westlich der heutigen Stadt Mosonmagyaróvár (deutsch Wieselburg-Ungarisch Altenburg). Dabei lag es im Westen zu etwa einem Drittel im heutigen Burgenland in Österreich, während die östlichen zwei Drittel des Komitats sich auf das heutige Westungarn und der nördliche Teil davon auf die Slowakei verteilen.
Das Komitat grenzte im Norden an das Komitat Pressburg (Pozsony), im Osten an das Komitat Raab (Győr), im Süden und Südwesten an das Komitat Ödenburg (Sopron) und im Westen an das österreichische Kronland Niederösterreich.
1910 hatte es 94.479 Einwohner, die auf einer Fläche von 1.937 km² lebten.

### Verwaltungssitz

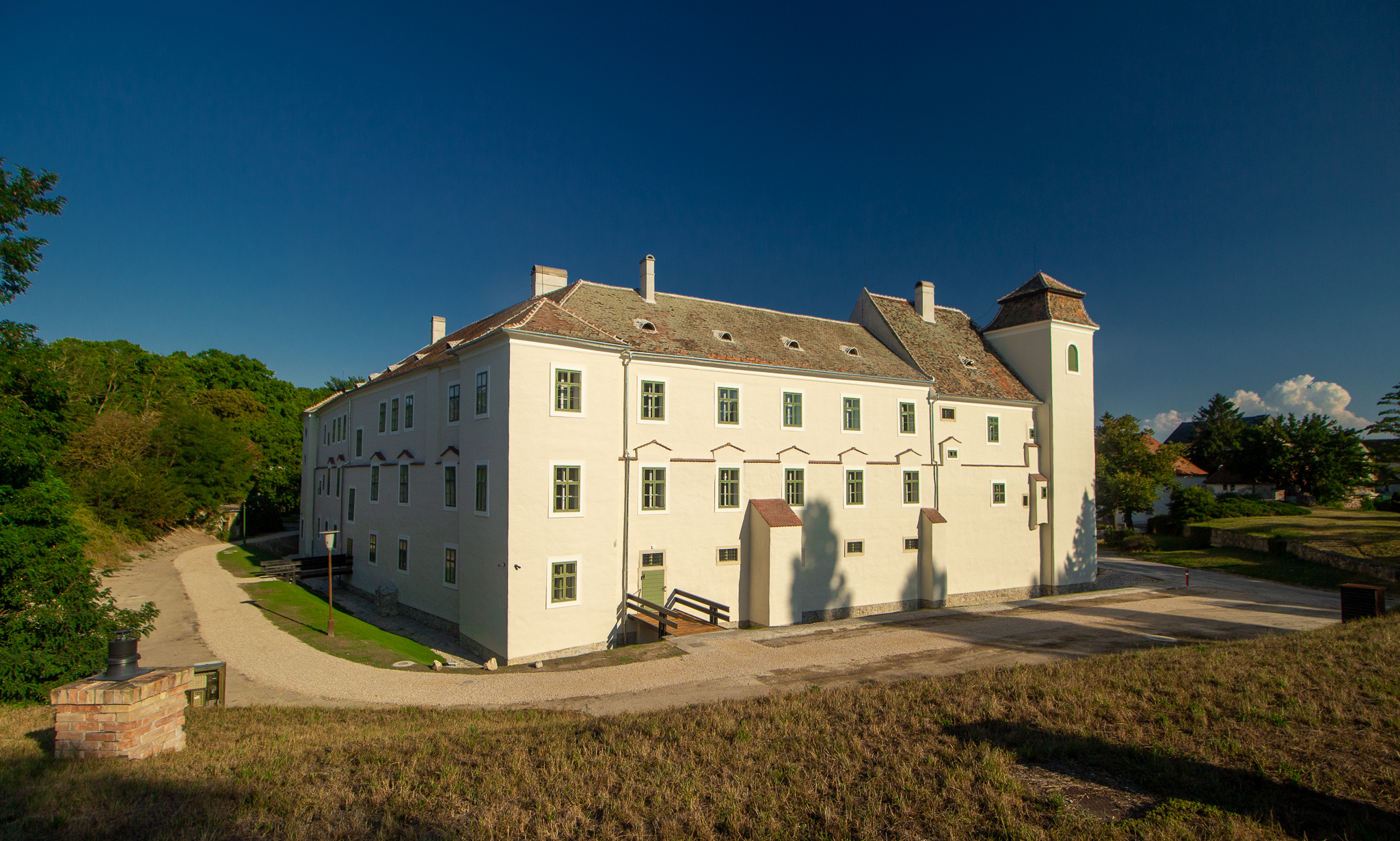
Schloss Ungarisch-Altenburg (Magyaróvár)

Ursprünglich war der Sitz der Verwaltung in Moson (deutsch Wieselburg), im Mittelalter wurde er dann ins unmittelbar benachbarte Magyaróvár (deutsch Ungarisch-Altenburg) verlagert. 1939 wurden beide Städte schließlich zu Mosonmagyaróvár vereinigt.

### Geschichte
Das Komitat Wieselburg entstand als solches um 1030 als eines der ersten des Königreichs Ungarn.
Kleine Teile des Komitats nördlich der Donau (kleinere Gebiete in den Donauauen, zum Beispiel nordöstlich von Lipót) wurden 1918/1919 von tschechoslowakischen Truppen besetzt, im August 1919 wurde auch der südliche, damals großteils unbewohnte, Teil des heutigen Bratislavaer Stadtteils Petržalka (gebildet aus Teilen der Gemeinden Kittsee und Jarovce) besetzt und kam durch den Vertrag von Trianon 1920 zur Tschechoslowakei. Der nördliche (und eigentlich bewohnte) Teil von Petržalka (ungarisch: Ligetfalu bzw. Pozsonyligetfalu, deutsch: Engerau) war bereits vor 1919 ein Teil des  Komitats Pressburg (Pozsony) gewesen. Das westliche Drittel kam zu dem erst 1921 offiziell entstandenen Burgenland in Österreich während der restliche östliche Teil bei Ungarn verblieb. 1947 kam es infolge der Pariser Friedenskonferenz zu neuerlichen Grenzkorrekturen zugunsten der wiedererstandenen Tschechoslowakei, die die Orte Jarovce (bzw. genauer den restlichen, eigentlich bewohnten Teil der Gemeinde Jarovce, der 1919 bei Ungarn verblieben war) sowie Čunovo und Rusovce zugesprochen bekam.
Der ungarische Teil des Komitats bildete nach dem Ersten Weltkrieg ab 1923 zusammen mit dem Komitat Raab (Győr) und einem kleinen Teil des ehemaligen Komitats Pressburg das Komitat Győr-Moson-Pozsony. Nach dem Zweiten Weltkrieg wurde das Komitat Győr-Moson-Pozsony im Zuge der großen Komitatsreform 1950 mit dem Komitat Sopron zum Komitat Győr-Sopron vereinigt. Schließlich wurde das ungarische Komitat 1990 in Győr-Moson-Sopron umbenannt.
Der tschechoslowakische bzw. slowakische Teil wurde 1918 der Komorner Gespanschaft (slowakisch Komárňanská župa) zugeschlagen, der südliche Teil von Petržalka jedoch 1919 der Bratislavaer Gespanschaft (slowakisch Bratislavská župa). 1923 wurden dann sämtliche Gebiete des ehemaligen Komitats Moson der Bratislavaer Gespanschaft zugeschlagen, die 1928 aufgelöst wurde. Heute gehört der Landstrich in und um Petržalka nach den Eingemeindungen von Petržalka (1946) und der Orte Jarovce, Čunovo und Rusovce (1972) zur Stadt Bratislava und somit zum Bratislavaer Landschaftsverband (Bratislavský kraj). Die kleinen Teile in den Donauauen gehören zum Tyrnauer Landschaftsverband (Trnavský kraj).

## Bevölkerungsentwicklung
| Bevölkerung im Komitat Wieselburg nach Volksgruppen (1880–1910) |                 |                 |                |             |             |        |
| Jahr                                                            | Deutsch         | Ungarisch       | Kroatisch      | Slowakisch  | Jüdisch     | Gesamt |
| 1880                                                            | 54.957 (70,8 %) | 12.991 (16,7 %) | 8.464 (10,9 %) | -           | -           | 81.370 |
| 1890                                                            | 54.729 (64,3 %) | 20.787 (24,4 %) | 8.424 (9,9 %)  | -           | -           | 85.050 |
| 1900                                                            | 54.508 (60,8 %) | 25.991 (29,0 %) | 8.017 (8,9 %)  | 589 (0,7 %) | 584 (0,7 %) | 89.714 |
| 1910                                                            | 51.997 (55,0 %) | 33.006 (34,9 %) | 8.123 (8,6 %)  | 735 (0,8 %) | 604 (0,6 %) | 94.479 |

## Bezirksunterteilung

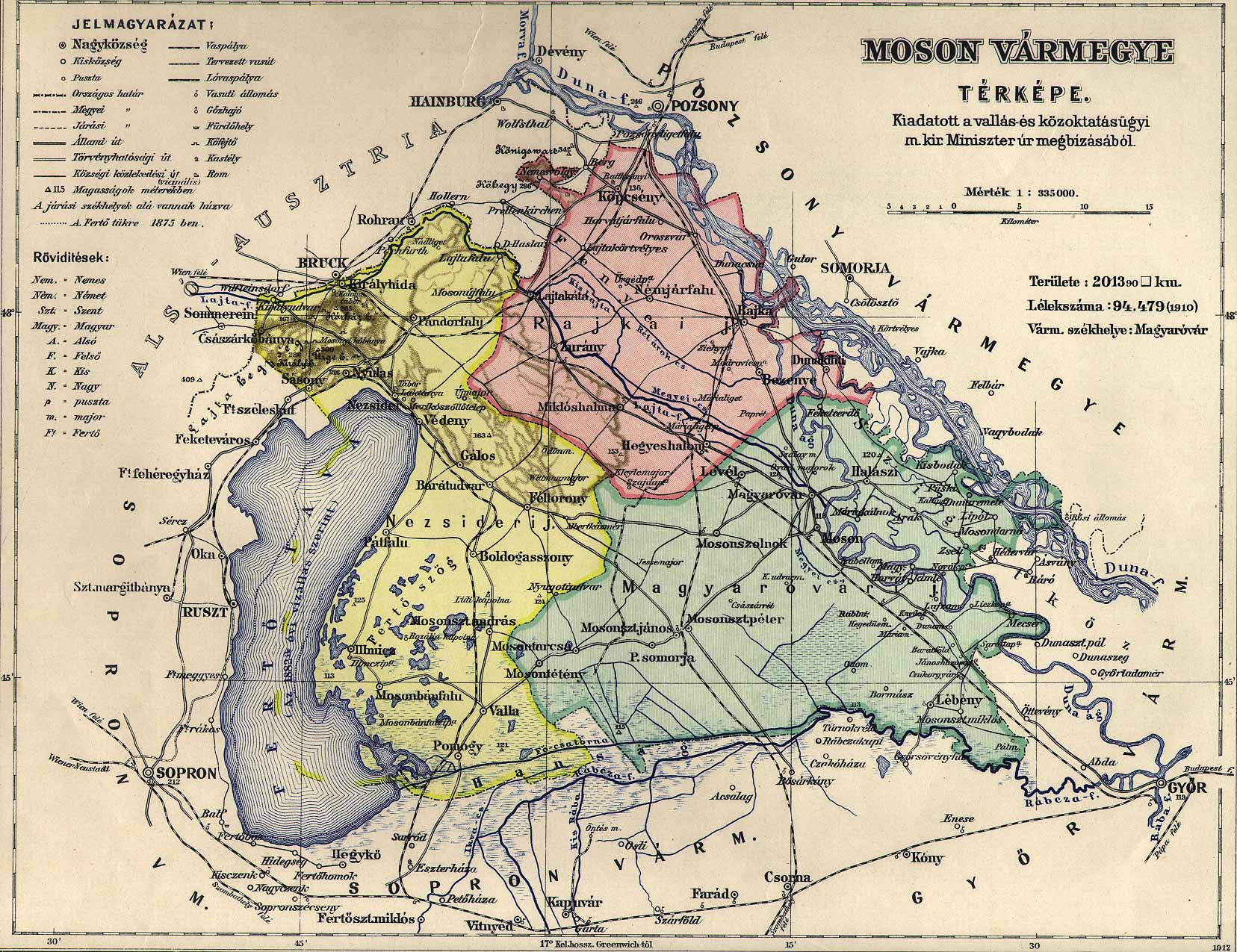
Administrative Karte

Im frühen 20. Jahrhundert bestanden folgende Stuhlbezirke (meist nach dem Namen des Verwaltungssitzes benannt):
| Stuhlbezirke (járások) | Stuhlbezirke (járások)          |
| Stuhlbezirk            | Verwaltungssitz                 |
| ---------------------- | ------------------------------- |
| Bezirk Magyaróvár      | Magyaróvár                      |
| Bezirk Rajka           | Rajka                           |
| Bezirk Nezsider        | Nezsider, heute Neusiedl am See |

Der Ort Neusiedl am See liegt heute in Österreich, der Stuhlbezirk Nezsider entspricht dem Bezirk Neusiedl am See im Burgenland, der durch die Grenzziehung 1921 allerdings im Osten und Nordosten vergrößert wurde.